# SC 코린치앙스 알라고아누
SC 코린치앙스 알라고아누(Sport Club Corinthians Alagoano)는 알라고아스 주 마세이오를 연고지로 하는 축구 클럽이다.